# Нова Весь (гміна Новий Дунінув)
Нова Весь (пол. Nowa Wieś) — село в Польщі, у гміні Новий Дунінув Плоцького повіту Мазовецького воєводства.
Населення — 128 осіб (2011).
У 1975-1998 роках село належало до Плоцького воєводства.

## Демографія
Демографічна структура станом на 31 березня 2011 року:
|          | Загалом | Допрацездатний вік | Працездатний вік | Постпрацездатний вік |
| -------- | ------- | ------------------ | ---------------- | -------------------- |
| Чоловіки | 64      | 13                 | 46               | 5                    |
| Жінки    | 64      | 18                 | 34               | 12                   |
| Разом    | 128     | 31                 | 80               | 17                   |